# National Model Railroad Association
National Model Railroad Asssociation (NMRA) er den amerikanske modeljernbaneorganisation.
NMRA blev stiftet i 1935 i Milwaukee, Wisconsin i USA. Der var 71 grundlæggende medlemmer, incklusiv A.C. Kalmbach som året før havde stiftet månedsbladet Model Railroader. Kalmbach begyndte også at udgive bladet Trains i 1941.
NMRA blev startet som en organisation der kunne danne standarder indenfor modeltog, fordi det ofte var problematisk (eller direkte umuligt) at bruge dele fra forskellige fabrikanter. F.eks. kunne hjul fra firma A íkke nødvendigvis passe på skinner fra firma B, også selvom de angiveligt var i samme skala. Via medlemmernes arbejde i NMRA er der blevet skabt standarder for diverse skalaers hjul, spor, electricitet, Digital Command Control (DCC), moduler, m.m.
I 1982 blev National Model Railroad Association's hovedsæde i Chattanooga, Tennessee åbnet, og i 1986 blev organisationens research bibliotek åbnet, opkaldt efter A.C. Kalmbach. I 2004 fik dette bibliotek også betegnelsen som Tennessee's officielle togbibliotek.
NMRA's europæiske modstykke er MOROP.